# 賕伯
赇伯（？—？），姬姓，韩氏，是韩万的儿子，韩简的父亲。